# Birmanie aux Jeux olympiques
La Birmanie a participé à 16 Jeux d'été et à aucun Jeux d'hiver depuis son indépendance et sa première première participation en 1948. Elle n'a remporté aucune médaille.